# Schleuse Zerben
Die Schleuse Zerben ist ein Schleusenbauwerk im Verlauf des Elbe-Havel-Kanals zwischen den Orten Zerben und Güsen in Sachsen-Anhalt.

## Geschichte
Zwischen den Jahren 1926 und 1938 baute man die bestehenden Plauer Kanals und Ihlekanal zum Elbe-Havel-Kanal aus. In Zusammenhang mit diesem Ausbau wurden die bestehenden vier Staustufen der beiden Kanäle mit der Schleuse Ihleburg, Schleuse Bergzow, Schleuse Kade und Schleuse Plaue zu den zwei Staustufen der Schleuse Zerben und der Schleuse Wusterwitz zusammengefasst. In Folge von Ausbauarbeiten im Rahmen des Ausbaus des Kanals als Verkehrsprojekt Deutsche Einheit Nr. 17 erhielten beide Schleusen eine zweite, südliche Kammer. Die Kosten des Ausbaus der Schleuse Zerben lagen bei 62 Millionen Euro. An den Kosten des Baus der zweiten Schleusenkammer war die EU-Kommission im Rahmen ihrer Förderprogramme zum Ausbau der Transeuropäischen Netze (TEN-T) in den Jahren 2016 bis 2018 beteiligt. So kofinanzierte sie die Baumaßnahme mit 6,46 Millionen Euro.

## Beschreibung
Die Schleuse Zerben verfügt über eine nördliche und eine südliche Schleusenkammer, sodass zwei Schleusungen gleichzeitig möglich sind. Sie liegt an Kilometer 345,45 der Kilometrierung des Mittellandkanals und Elbe-Havel-Kanals. Die Schleuse ist als Baudenkmal ausgewiesen.

### Nordkammer
Die Nordkammer der Schleuse Zerben wurde in der Zeit von Dezember 1934 bis Ende 1938 gebaut. Errichtet wurde eine Schleppzugschleuse mit einer Länge von 225 Metern und einer Breite von 12 Metern. Die Häupter und Kammerwände der Schleuse bestehen aus Stahlbeton. Die Sohle ist gepflastert. Das Oberhaupt der Schleuse wird verschlossen durch ein Klapptor, das Unterhaupt durch ein Stemmtor. Über das Unterhaupt führt eine Brücke. Unter der Brücke befindet sich eine höhenverstellbare Stoßschutzeinrichtung. Am Unterhaupt steht auch das Bedienungsgebäude der Schleuse. Die maximale Fallhöhe beträgt 5,82 Meter, die minimale 3,76 Meter. Die nutzbare Kammerlänge beträgt 217,86 Meter, die Kammerbreite 12,00 Meter.

### Südkammer
Südlich, unmittelbar neben der Schleusenanlage Zerben wurde bereits in den 1930er Jahren das Grundstück für den Bau einer zweiten Schleuse reserviert.  Zu dem wieder aufgegriffenen Projekt gehört der Neubau der zweiten Schleusenkammer einschließlich Ober- und Unterhaupt, der Vorhäfen, der Wehranlagen am Zerbener Altarm und der zur Ortsverbindungsstraße Zerben-Güsen gehörenden drei Brücken. Dazu gehören die Brücken über den Zerbener Altarm und den Schleusenvorhäfen.
Die Auftragserteilung für die Südschleuse Zerben erfolgte im März 2013 durch das Bundesministerium für Verkehr, Bau und Stadtentwicklung. Die geplanten Kosten des Projekts betrugen zu diesem Zeitpunkt rund 14,2 Millionen Euro.
Die neue Schleusenkammer wurde am 19. März 2018 für den Verkehr freigegeben. Die zweite Schleuse wurde mit einem Achsabstand von 45 Meter südlich zur vorhandenen Schleusenkammer gebaut. Sie hat eine nutzbare Kammerlänge von 190 Meter und eine Breite von 12,50 Meter. Die Schleuse hat eine maximale Fallhöhe von 5,50 Meter. Anrufkanal für die Schifffahrt ist UKW Kanal 20.